# Месуд II
Месуд II или Масуд II (ст. тур. مَسعود دوم, тур. II. Mesud, грч. Μεσούντ Β΄) или пуним именом Гијас ад-Дин Месуд ибн Кејкавус (ст. тур. غياث الدٖين مَسعود بن كَیکاوس, тур. Gıyaseddin Mesud bin Keykavus; 1262 — Конија, 1308), био је селџучки румски султан у два наврата (1284—1296/1297) и (1303—1308). Током његове владавине Румски султанат се увелико распадао, а сам султан је својим сплеткама томе додатно и допринео. Његовом смрћу султанат је нестао са историјске позорнице.
Био је најстарији син румског султана Кејкавуса II. Родио се негде у време кад је његов отац био принуђен да, пред нападом Монгола, бежи из султаната. Првих неколико година провео је с оцем у егзилу у Византији, из које је Кејкавус побегао 1265. године на острво Крим, где му се Месуд ускоро придружио. На Криму му је отац добио поседе у виду градова Солхата и Солдаје од кана Златне хорде Беркеа. После очеве смрти, пошто вероватно није имао право на његове кримске поседе, 1280. године појавио се у Анадолији као претендент на румски престо. У марту 1284. године, пошто је свргнуо и погубио свог вазала султана Рума Кејхусрева III, илкан Ахмед поставио је Месуда на његово место. Месуд је од самог почетка имао врло мало фактичке власти, сва власт се налазила у рукама везира Сахиб Ате, који је служио и претходног султана.
Ахмед-кан је убрзо био збачен и погубљен, а нови илкан Аргун је поделио Рум на два дела, при чему је западни са престоницом Конијом доделио двојици синова Кејхусрева III. За гувернера Анадолије поставио је свог брата Кијаката, чиме је требало да буде успостављена чвршћа монголска контрола над султанатом. Месуд је својим скромним снагама успео да поврати јединство султаната 1286. године, ушавши у Конију и погубивши своја два рођака. Затим је, још исте године, уз помоћ монголских снага и уз свесрдну помоћ свог везира покушао да поврати контролу над западним делом султаната. Његов напад био је уперен против емирата Гермијанида, који и поред успеха на бојном пољу није много променио однос снага.
У то време је у западној Малој Азији, поред гермијанидског, егзистирало више бејлика, готово у потпуности независних од власти сулатана у Конији. Ти бегови су упадали у византијске територије, за чију одбрану није постојало ни војних ни финансијских средстава. Дешавало се да су византијски граничари, не добивши плате, напуштали своје положаје, или да су трупе намењене одбрани Мале Азије пребациване у Европу. Георгије Пахимер, византијски историчар и савременик догађаја, говори:
На тај начин источне покрајине су слабиле, док су Персијанци постајали све дрскији и упадали у земље које су остале без икакве одбране.
Један од ових бејлика представљало је племе Каји, на чијем је челу био Осман Гази, који је столовао у Битинији и по коме ће се оно назвати Османским. Осман је једно време био у Месудовој служби, али се брзо одметнуо. Године 1288. Осман је потукао Византинце код Мелангине, преневши тамо своју престоницу, освојивши и Караџахисар. Месудова немоћ овде се најбоље види, јер султан, иако у добрим односима са византијским царем Андроником II Палеологом, никако није могао да спречи овакве нападе.
Продори турменских газија, односно снажних номадских турских племена, прерасли су до краја века у праву инвазију; Турци су преплавили цело подручје наилазећи на отпор само у већим градовима. Месуд је узалуд покушавао да их стави под своју контролу. Уз монголску помоћ је предузео више похода против Османлија, Караманида и Ешрефида, чија се територија налазила у непосредној близини престонице, али без већих успеха. Чак су после Сахиб Атине смрти 1288. године његови синови из султаната дефинитивно отцепили своју територију која се налазила северозападно од Ешрефида. Затим долази до потпуног слома султанове власти у западној половини султаната, делимично услед сукоба у истом. Месудов млађи брат Рукнедин Кајумарт је истакао своје право на престо, али је био поражен и заробљен 1293. године. Користећи овај сукоб, око 1290. године отцепила се Ангора и прогласила нешто налик на трговачку републику, 1291. отцепили су се Џандариди у Пафлагонији, а 1293. Алије, под сизеренством Караманида.
У окружењу које су одликовале сталне интриге против врховне власти у Илканату, у једну од њих је био умешан и Месуд. Његово саучесништво је откривено, био је лишен престола и затворен у Табризу 1296. или 1297. године. Међутим, како је његов синовац нови султан Кејкубад III извршио масовна погубљења људи из администрације, постао дубоко непопуларан и на крају је и сам био погубљен током посете илкану у Исфахану 1302. године. Да би одржао мир, илкан Газан је Месуда следеће године вратио на престо. Међутим, тиранска власт Кејкубада III утицала је на то да процес распада султаната тече још брже. Гермијаниди и Османлије су сада дефинитивно отказали послушност султану, а формиран је и бејлик Хамидида у Егирдиру.
У то време, читава византијска Мала Азија налазила се под влашћу турских племена. Одржале су се само веће тврђаве, попут Никеје, Брусе, Сарда, Филаделфије, Магнезије, или луке, као Хераклеја Понтика, и ђеновљанске Смирна и Фокеја на југу. После неуспеха у Магнезији и пораза код Бафеона, византијски цар је против њих ангажовао Алане, али су они били уништени при судару с Турцима. Победа код Бафеона дигла је Осману углед код осталих газија, који су један за другим почели признавати његову власт. Свестан опасности, византијски цар је позвао у помоћ каталонске плаћенике, Алмогавере. Под вођством бившег темплара Руђера де Флора њих 6.500 са флотом од 39 галија је у септембру 1303. пристигло у Константинопољ. Ова војска успела је да у више наврата победи Турке и 1304. године ослободи, мада привремено, од њих велики део Мале Азије. Немоћан Месуд није успео да искористи ову прилику да поврати свој утицај на западу Анадолије, али и она је сувише брзо прошла.
Године 1305. пошто нису били исплаћени, а њихов вођа Руђер де Флор убијен, Алмогавери су се окренули против Византије, тако да су бејлици наставили да се несметано шире и јачају на западним границама Румског султаната. Да би одбранио своје поседе од Турака, цар Андроник је затим ступио у контакт са илканом Олџеитуом. Преговори су дуго вођени у Никеји, где је договорено да цар пошаље своју ванбрачну кћер за жену илкану, који ће му послати војску од 40.000 људи. Како су се преговори одужили, Олџеиту је тек 1308. године послао војску, и то мању, од 30.000 људи. Ова војска бранила је Битинију од Турских напада успевши и да их порази у неколико случајева, али не и да битније утиче на однос снага.
Не успевши ништа да уради против јачања и ширења бејлика, Месуд, који готово да није ни имао удела у власти, могао је само да посматра распад Румског султаната, коме је и сам својим безуспешним интригама допринео. Умро је 1308. године у Конији, а сахрањен у Самсуну. Његова смрт означила је формални крај Румског султаната, који последњих година његовог живота готово да није ни постојао. Постоје и мишљења да је султанат наставио да постоји и после његове смрти и да га је наследио Месуд III, син Кејкубада III, али се његова власт простирала само на Конију са околином и обично се не сматра румским султаном.
Месуд II је иза себе оставио сина Таџедина Алтунбаша и кћер непознатог имена. Таџедин је владао као монголски вазал у Амасији, а потом основао свој бејлик са центром у Самсуну, под сизеренством бејлика у Џанику. Кћер је била дата византијском цару као талац, а касније се удала за вођу турских најамника.